# 赵过
趙過（？—？），西漢搜粟都尉，代田法的主要推廣者。

## 生平
趙過的生平主要見於班固《漢書‧食貨志》以及賈思勰《齊民要術》所引崔寔《政論》逸文。
《漢書‧食貨志》說︰「武帝末年，悔征伐之事，迺封丞相為富民侯。下詔曰︰『方今之務，在於力農。』以趙過為搜粟都尉。」據《漢書‧武帝紀》、《外戚恩澤侯表》、《百官公卿表》、《公孫劉田王楊蔡陳鄭傳》，征和三年六月丞相劉屈氂死後，田千秋在征和四年六月丁巳任相封侯。則趙過被任命為搜粟都尉應該在此時後。但《漢書‧百官公卿表》又說桑弘羊在天漢四年由大司農貶為搜粟都尉，直至後元二年由搜粟都尉遷為御史大夫。如此，則趙過只能在後元二年接任搜粟都尉。《漢書‧食貨志》的行文，更像是為趙過推行代田法交代當時的政治背景而已。

### 推行代田法
趙過在任時推廣代田法，將此法傳授給太常、三輔轄下百姓，同時大農分配巧手奴婢從事其中，製作農具。附近的二千石長官命令屬下縣令、縣長、三老、力田以及里父老中熟悉農事者領取農具，並學習耕田種殖之法。又因為百姓少牛，難以在下雨後及時耕翻田地，前平都縣令光教授趙過用人力挽犁。於是趙過上奏朝廷，以光為副手，教導百姓合作挽犁耕田。多人時每日可耕三十畝，少人時每日可耕十三畝，所以田地日漸開闢。趙過首先命令守衛離宮的士卒在宮殿外牆之內、裏牆之外的空地試行，所得的穀物比其他田地畝收一斛以上。隨後又命有爵位者之家用此法耕三輔公田，又推廣至與邊界接壤的郡及居延城。後來邊境城市、河東郡、弘農郡及三輔地區、太常屬下的百姓都熟習代田，付出的力量比以往少而所收穫穀物更多。
東漢崔寔《政論》曾提及趙過推行過一種耬車，「其法三犁共一牛，一人將之，下種，挽耬，皆取備焉。日種一頃。至今三輔猶賴其利。」崔寔並以此種耬車與當時遼東郡更為笨重的耬車相比。但北魏賈思勰對此不無疑問︰「按三犁共一牛，若今三腳耬矣，未知耕法何如？」
雖然《齊民要術序》說︰「神農、倉頡，聖人者也，其於事也，有所不能矣。故趙過始為牛耕，實勝耒耜之利。」把以牛耕歸功於趙過，但牛耕至遲始於春秋時代，趙過只是在原已用牛的基礎上有所改進。

### 著作問題
《漢書‧藝文志》農家有《趙氏》五篇，班固自注說「不知何世」。清代學者沈欽韓懷疑《趙氏》五篇為趙過所作。但班固明確記載趙過乃漢武帝、昭帝時人，所以不能認為趙過是《趙氏》五篇的作者。